# Naseryzm
Naseryzm – arabska socjalistyczna i nacjonalistyczna doktryna polityczna, bazująca na myśli byłego egipskiego prezydenta Gamala Abdela Nasera. Naseryzm wywierał największy wpływ na politykę panarabską w latach 50. i 60. XX wieku, potem przerodził się częściowo w inne nacjonalistyczne ruchy w latach 70. Sam Naser zmarł w 1970 roku.
Można dostrzec, że naseryzm był do pewnego stopnia inspirowany kemalizmem, prądem ideowym, który stał się ideologią pierwszej świeckiej republiki w świecie islamu – Turcji.

## Ideologia
Naseryzm był rewolucyjną nacjonalistyczną i panarabską ideologią, która łączyła w sobie mgliście definiowany socjalizm; często rozróżniając go od wschodnio- i zachodnioblokowej myśli socjalistycznej, nazywając go „arabskim socjalizmem”. Naseryzm był ideologią świecką, która doprowadziła do konfliktu z pojawiającymi się ruchami islamskiego radykalizmu, opowiadała się za modernizacją, industrializacją i zniesieniem tradycyjnych podziałów społecznych. Gwałtownie sprzeciwiał się kolonializmowi, jak również syjonizmowi – naseryści twierdzili, iż Izrael jest nowoczesną kolonią zachodnioeuropejską na arabskiej ziemi. W światowej polityce, Nasser odgrywał dużą rolę w Ruchu państw niezaangażowanych.

## Obecnie
Naseryzm ciągle pojawia się w niektórych państwach arabskich, jednak jest ruchem raczej marginalnym, kultywowanym przez niewielkie partie opozycyjne, niektórych pisarzy i intelektualistów. Gdy Naser rządził Egiptem, wprowadził tam autorytarny system jednopartyjny; dzisiejsi naseryści opowiadają się za układem demokratycznym i podkreślają modernizacyjne i sekularyzacyjne elementy doktryny naseryzmu. Jednakże niektórzy naseryści narzekają na autokratyczne praktyki wewnątrz ich własnego ruchu. Dodatkowo, partie naserystowskie osiągają mizerne poparcie w Egipcie, ponieważ, zdaniem jednego z ich liderów, ideologia na której bazują, nie odnosi się już do egipskiego narodu.